# 细叶山茶
细叶山茶（学名：Camellia tenuifolia）为茶科茶属下的一个种。

## 扩展阅读
- 維基物種上的相關：细叶山茶